# U Zbuja
Dřevjanka U Zbuja se nachází v lokalitě Na Bílém v obci Malenovice a na severozápad od Lysé hory, nejvyšší hory Moravskoslezských Beskyd. Kapacita restaurace je 30 míst.

## Historie
Usedlost byla postaveno v roce 1836 a hospodařilo se na ní až do roku 1998. Po rekonstrukci v roce 1999 bylo původní hospodářské stavení otevřeno jako horská chata. Po prodeji v říjnu 2020 je chata uzavřena.

## Dostupnost
Nedaleko turistické chaty prochází modrá turistická značka ze železniční stanice Ostravice - zastávka na rozcestí Staškov také nazývané Albínovo náměstí, které leží ve vzdálenosti 200 m od chaty a kde se kříží se zelenou turistickou značkou ze železniční stanice Frýdlant nad Ostravicí - Nová Dědina.